# Durcza
Durcza (bułg. Дурча) – wieś w Bułgarii, w obwodzie Gabrowo, w gminie Drjanowo. Obecnie wieś jest wyludniała.